# Flash Gordon (Album)
Flash Gordon – Original Soundtrack Music ist das im Dezember 1980 erschienene, erste Soundtrackalbum der britischen Rockgruppe Queen. Es enthält die Filmmusik zu Mike Hodges’ gleichnamiger Verfilmung des aus den 1930er Jahren stammenden Science-Fiction-Comics. Die von Brian May und Reinhold Mack produzierten Aufnahmen fanden im Oktober und im November 1980 in England statt.

## Inhalt und Produktion
Mit Ausnahme des ersten und letzten Stücks (Flash’s Theme und The Hero) sind alle Titel des Albums Instrumentalstücke. Einige davon sind – vor allem verglichen mit anderen Aufnahmen von Queen – überaus sparsam, mitunter geradezu minimalistisch arrangiert. Eine wesentliche Rolle spielt der Synthesizer – ein Instrument, das die Band in den 1970er Jahren nicht verwendete („No Synths!“).
Großen Anteil an den Kompositionen hat Brian May. The Wedding March ist seine instrumentale Interpretation des Brautlieds zu Beginn des dritten Aufzugs von Richard Wagners 1850 erstmals aufgeführter Oper Lohengrin. Auf dem Album Flash Gordon sind auch zahlreiche Ausschnitte aus Dialogen des Films zu hören.
Produziert wurde das Album von Brian May und Reinhold Mack. Die Toningenieure waren Alan Douglas (in den Studios The Town House, The Music Centre und Advision) sowie Mack beim Song The Hero (in den Utopia Studios). Die Arrangements stammten von Queen. Zusätzliche Orchester-Arrangements von Howard Blake wurden von diesem dirigiert und von John Richards und Eric Tomlinson in den Anvil Studios aufgenommen.

## Titelliste
Seite 1:
1. Flash’s Theme (May) – 3:29
2. In the Space Capsule (The Love Theme) (Taylor) – 2:42
3. Ming’s Theme (In the Court of Ming the Merciless) (Mercury) – 2:40
4. The Ring (Hypnotic Seduction of Dale) (Mercury) – 0:57
5. Football Fight (Mercury) – 1:28
6. In the Death Cell (Love Theme Reprise) (Taylor) – 2:24
7. Execution of Flash (Deacon) – 1:05
8. The Kiss (Aura Resurrects Flash) (Mercury) – 1:44

Seite 2:
1. Arboria (Planet of the Tree Men) (Deacon) – 1:41
2. Escape from the Swamp (Taylor) – 1:43
3. Flash to the Rescue (May) – 2:44
4. Vultan’s Theme (Attack of the Hawk Men) (Mercury) – 1:12
5. Battle Theme (May) – 2:18
6. The Wedding March (Arrangement: May) – 0:56
7. Marriage of Dale and Ming (And Flash Approaching) (May/Taylor) – 2:04
8. Crash Dive on Mingo City (May) – 1:00
9. Flash’s Theme Reprise (Victory Celebrations) (May) – 1:23
10. The Hero (May) – 3:31

## Alternative Versionen der Lieder und weitere Verwendung
Single-Mix:
- Flash (1980; enthalten auf dem 1981 erschienenen Album Greatest Hits)

5.1-Surround-Sound-Mix:
- Flash (DVD Greatest Video Hits 1, 2002)

Offizielle Remixe:
- Flash’s Theme (‚1991 Bonus Remix‘ von Mista Lawnge, Hollywood Records)
- Flash (Remix von Vanguard: 2002 unter dem Namen „Vanguard“ und 2003 unter der Bezeichnung „Queen + Vanguard“ erschienen)

Von den 18 Stücken des Albums wurden vier auch live gespielt: Flash’s Theme (bzw. Flash) – The Hero – Vultan’s Theme (Attack of the Hawk Men) – Battle Theme.
1988 verwendeten Public Enemy ein Sample aus Flash in ihrem Track Terminator X to the Edge of Panic, enthalten auf ihrem Hip-Hop-Album It Takes a Nation of Millions to Hold Us Back.

## Rezeption
Record Mirror (Großbritannien), 1980, von Robin Smith: „From here on it’s warp 10 ending in the glossy ‘The Hero’, which is the sort of stuff I haven’t heard since Charlton Heston won the chariot race in ‘Ben Hur.’ An album of truly epic proportions that warrants an equally epic + + + + +“ („Von da an geht es mit Warp 10 weiter und endet mit dem glänzenden ‚The Hero‘; eine derartige Musik habe ich nicht mehr gehört, seit Charlton Heston das Streitwagen-Rennen in ‚Ben Hur‘ gewann. Ein Album wahrhaft epischen Ausmaßes, das gleichermaßen epische + + + + + [5 von maximal 5 Wertungspunkten, Anm.] rechtfertigt.“)
Sounds (Großbritannien), circa 1980/81: „As a film soundtrack, Flash Gordon is something extraordinary.“ („Als Filmmusik ist Flash Gordon etwas Außergewöhnliches.“)
All Music Guide (USA), von Greg Prato: „Although at first many fans criticized Flash Gordon since it was issued as an official Queen release rather than a motion picture soundtrack, it has proven to be one of rock’s better motion picture soundtracks over the years. The majority of the music is instrumental, with dialogue from the movie in place of Freddie Mercury’s singing (only two tracks contain lyrics), but the songwriting is still unmistakably Queen. […] With Queen involved, Flash Gordon is certainly not your average, predictable soundtrack.“ („Auch wenn viele Fans Flash Gordon zuerst kritisierten, weil es als offizielle Queen-Veröffentlichung veröffentlicht wurde und nicht als Film-Soundtrack, hat es sich über die Jahre als einer der besseren Rock-Film-Soundtracks herausgestellt.“)
Entertainment Weekly (USA), 2000, von Marc Bernardin: „To truly quantify the gloriousness of the soundtrack to the 1980 sci-fi flick Flash Gordon, you’ve got to understand just how terrific a choice it was to have Queen […] create the music for such a cornball movie. […] This album is such a fully rendered piece of art it rests on the same aural plane as great opera: You can take as much from listening as you can from seeing, maybe more. You see, dear friends, it’s like you never have to watch the movie again! And if loving this makes me guilty, then I don’t wanna be innocent.“ („Um die Großartigkeit des Soundtracks zum Sci-Fi-Film Flash Gordon erfassen zu können, muss man verstehen, welch fantastische Idee es war, Queen […] die Musik für eine solche Schmonzette schreiben zu lassen. […] Dieses Album ist ein vollkommenes Kunstwerk, musikalisch auf demselben Niveau wie große Oper: Man kann vom Hören so viel wie vom Sehen mitnehmen, vielleicht sogar mehr. So dass ihr, liebe Freunde, diesen Film eigentlich nie wieder anschauen müsst! Und wenn es mich schuldig macht, dieses Album zu lieben, will ich nicht unschuldig sein.“)

## Chartplatzierungen
Die höchsten Chartplatzierungen erreichte das Album in Österreich (Platz 1) und Deutschland (Platz 2), in Großbritannien erlangte es Gold-Status. Als einzige Single erschien unter dem verkürzten Titel Flash ein Remix des Titels Flash’s Theme; B-Seite ist der Albumtrack Football Fight. Wie das Album gelangte auch die Single an die Spitze der österreichischen Charts.

### Album
In den Charts erreichte das Soundtrack-Album Flash Gordon folgende Platzierungen:
- #1 – Österreich.[6]
- #2 – Deutschland.[7]
- #10 – Großbritannien (Gold).[8]
- #12 – Japan.[9]
- #13 – Niederlande.[9]
- #15 – Italien.[9]
- #23 – USA.[9]
- #25 – Norwegen.[10]
- #29 – Schweden.[11]

### Singleauskopplungen
Die jeweils höchsten Charts-Platzierungen der einzigen Single-Auskoppelung Flash (1980/1981): #1: Österreich; #3: Deutschland; #10: Großbritannien (Silber); #10: Irland; #13: Australien; #17: Schweden; #18: Niederlande; #19: Kanada; #42: USA; #73: Japan.